# Bellanca CH-300
El Bellanca CH-300 Pacemaker fue un avión utilitario de seis plazas construido principalmente en los Estados Unidos en los años 20 y 30 del siglo XX. Era un desarrollo del Bellanca CH-200, equipado con un motor más potente y, como el CH-200, pronto llegó a ser famoso por su gran autonomía.

## Diseño y desarrollo
Bellanca desarrolló el anterior CH-200 para crear el CH-300 Pacemaker. Era un monoplano convencional de ala alta arriostrada, con tren de aterrizaje fijo de rueda de cola. Al igual que otros aviones Bellanca de la época, presentaba "soportes volantes". Mientras que el CH-200 estaba equipado con motores Wright J-5 de 220 hp, la serie CH-300 Pacemaker lo estaban con Wright J-6 de 300 hp. Al final de la serie, algunos CH-300 fueron equipados con Pratt & Whitney Wasp de 420 hp, originando la serie CH-400 Skyrocket.

## Variantes
CH-300
Desarrollo del CH-200.
CH-300W
CH-300 convertido para usar un motor Pratt & Whitney R-985, uno convertido.
300-W
Construidos con un motor Pratt & Whitney R-985, siete construidos.
PM-300 Pacemaker Freighter
Versión de carga, dos construidos.

## Operadores
Canadá
Austin Airways
Canadian Airways
Real Fuerza Aérea Canadiense (13)
Starratt Airways
 El Salvador
TACA Airlines
 México
Aeronaves de México
 Noruega
Widerøes Flyveselskap
 Estados Unidos
Civil Aeronautics Authority (+5)
Departamento de Comercio de Estados Unidos
Star Air Service
Wien Air Alaska

## Historia operacional
Los Pacemaker fueron famosos por sus capacidades de larga distancia, así como por sus atributos de fiabilidad y capacidad de carga, que contribuyeron a su exitosa operación por todo el mundo. En 1929, George Haldeman completó el primer vuelo sin escalas de Nueva York a Cuba en 12 horas y 56 minutos, volando uno de los primeros CH-300 (alrededor de 2108,2 km, a 163 km/h). En 1931, un Bellanca equipado con un diésel Packard DR-980, pilotado por Walter Lees y Frederick Brossy, estableció un récord de permanencia en vuelo, al permanecer 84 horas y 33 minutos sin ser repostado. Este récord no fue batido hasta 55 años más tarde.
En Alaska y las zonas septentrionales de Canadá, los Bellanca fueron muy populares. Los Bellanca canadienses fueron importados inicialmente desde Estados Unidos, pero más tarde, seis fueron construidos por la Canadian Vickers en Montreal y entregados a la RCAF (añadidos a la primera orden por 29 unidades, realizada en 1929), que los usó principalmente para fotografía aérea.
En mayo de 1964, el capitán A.G.K.(Gath) Edward, un piloto de Air Canada, y Ken Molson (el entonces conservador del Aviation Museum of Canada basado en Rockcliffe), viajaron hasta Juneau, Alaska, para transportar el Bellanca Pacemaker NC3005 al museo, que lo había adquirido. Edward había volado un modelo similar del hidroavión Pacemaker para General Airways en junio de 1935 durante sus días de piloto de áreas remotas. Él y Molson lo entregaron a su lugar de descanso en el museo el 30 de mayo de 1964, después de un viaje que duró cinco días y poco más de 30 horas de vuelo. El avión fue rematriculado CF-ATN, como el original que se destruyó en un accidente en junio de 1938.

### Intentos de récord
Uno de los primeros récords establecidos por un avión de la serie Bellanca CH-300 sucedió el 28 de julio de 1931, cuando Russell Norton Boardman (de 33 años) y John Louis Polando (de 29 años) volaron desde el Floyd Bennett Field (uno de los primeros aeropuertos famosos del área de Nueva York, en la parte occidental de Long Island, desde el que se originaron muchos vuelos de récord) a Estambul, Turquía, a bordo de uno de los primeros modelos de CH-300 con motor Wright R-975, un monoplano de ala alta Bellanca "Special J-300", llamado Cape Cod, con matrícula NR761W. Realizaron el vuelo sin escalas a Estambul sin incidencias, en 49 horas y 20 minutos, estableciendo un récord de distancia en 8065,7 km, el primer vuelo récord sin escalas conocido en la historia de la aviación cuya distancia superó la marca de las 5000 millas o los 8000 km.
El 3 de junio de 1932, Stanislaus F. Hausner, volando un Bellanca CH Pacemaker llamado Rose Marie y equipado con un Wright J-6 de 300 hp, intentó un vuelo trasatlántico desde el Floyd Bennett Field, Nueva York, a Varsovia, Polonia. El intento fracasó cuando realizó un amerizaje forzoso; fue rescatado por un petrolero británico ocho días más tarde.
Un CH-300 llamado Lituanica (matrícula NR688E) ganó fama internacional cuando fue usado por Steponas Darius y Stasys Girėnas en un intento de vuelo sin escalas entre Nueva York y Kaunas, Lituania. Partiendo el 15 de julio de 1933, estuvieron 37 horas en el aire, y volaron 6411 km antes de estrellarse debido al mal tiempo en Alemania, a 650 km de su destino final. Una réplica del Lituanica está en el Lithuanian Aviation Museum, mientras que los restos del original están en el Vytautas the Great War Museum en Kaunas, Lituania.

## Supervivientes
Hawaiian Airlines posee el único CH-300 conocido en condiciones de volar. El avión fue adquirido nuevo en 1929 por Inter-Island Airways (renombrada Hawaiian Airlines en 1941) y usado para vuelos turísticos sobre Oahu durante dos años, antes de ser vendido en 1933. Comprado por un entusiasta de la aviación en Oregón a principios de 2009, el avión fue restaurado en el Port Townsend Aero Museum y fue presentado en el Aeropuerto Internacional de Honolulu en 2009.
Un CH-300 Pacemaker está en exhibición en el Canada Aviation and Space Museum. Este avión sirvió anteriormente con Alaska Coastal Airlines. Otro ejemplar es propiedad del Virginia Aviation Museum, pero ha sido modificado a la configuración de un CH-400 Skyrocket y pintado para parecerse al WB-2 Columbia, que realizó dos vuelos pioneros trasatlánticos.

## Especificaciones

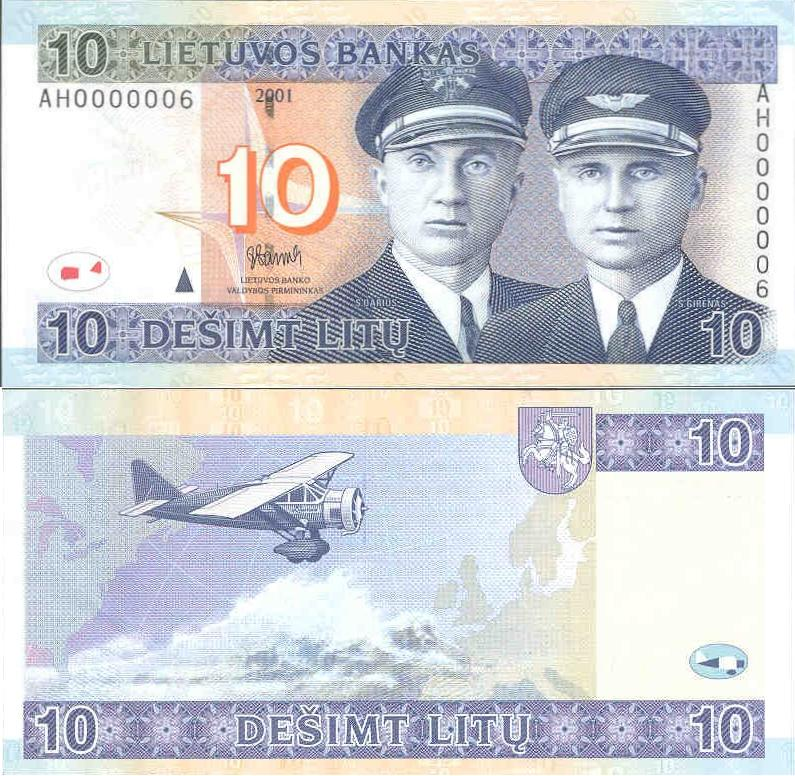
Bellanca CH-300 "Lituanica", en el reverso del billete de 10 litas.

### Características generales
- Tripulación: Un piloto.
- Capacidad: Cinco pasajeros.
- Longitud: 8,5 m
- Envergadura: 14,1 m
- Altura: 2,5 m
- Peso vacío: 1032 kg
- Peso cargado: 1847 kg
- Peso útil: 843,7 kg
- Planta motriz: 1× motor radial de 9 cilindros refrigerado por aire Wright J-6.
  - Potencia: 246 kW (330 hp)

### Rendimiento
- Velocidad nunca excedida (Vne): 266 km/h
- Velocidad crucero (Vc): 249,4 km/h
- Velocidad de entrada en pérdida (Vs): 88,5 km/h
- Alcance: 1086 km

### Desarrollos relacionados
- CH-400

### Secuencias de designación
- Secuencia Letras/Letras y números (de Bellanca): ← CF - WB-2 - CH-200 - CH-300  - CH-400 - J-300